# Jerzy Zass
Jerzy Zass (ur. 7 listopada 1937, zm. 19 maja 2022) – polski aktor teatralny i filmowy.

## Życiorys
Występował głównie na deskach teatralnych, m.in. w Teatrze Dolnośląskim w Jeleniej Górze (1959–1960), Teatrze Zagłębia w Sosnowcu (1960–1961) i Teatrze im. Juliusza Osterwy w Gorzowie Wielkopolskim (1961–1964) oraz w Teatrze Narodowym w Warszawie i Teatrze Dramatycznym we Wrocławiu. W 1973, na XV FTPP w Toruniu otrzymał nagrodę za rolę Kreona w przedstawieniu „Antygona” Helmuta Kajzara w Teatrze Ziemi Pomorskiej w Grudziądzu.
W wyborach parlamentarnych w 1993 bez powodzenia ubiegał się o mandat poselski w okręgu warszawskim z listy Kongresu Liberalno-Demokratycznego.
Pochowany na cmentarzu komunalnym przy ul. Julianowskiej w Piasecznie (kwatera A5-A-22).

## Wybrana filmografia
- 1981: Najdłuższa wojna nowoczesnej Europy
- 1984: Umarłem, aby żyć jako strażnik SS
- 1985: W cieniu nienawiści jako SS-man z psem przed poczekalnią stacji kolejowej
- 1987: Krótki film o zabijaniu jako naczelnik
- 1987: Wielki Wóz jako strażnik Jorg
- 1987: Zabij mnie glino jako Stawski
- 1988: Spadek jako Niemiec na ziemiach odzyskanych
- 1988: Obywatel Piszczyk jako kapral
- 1988–1990: W labiryncie jako mecenas Szwarc (gościnnie)
- 1989: Rzeka kłamstwa
- 1991: Kuchnia polska jako sędzia na procesie Szymanki (odc. 1)
- 1991: Panny i wdowy (odc. 4)
- 1992: Psy jako „Rewizor” z Moskwy
- 1993: Nowe przygody Arsène’a Lupin (odc. „La Tabatière de l’empereur”)[4]